# Benjamin Hebert
Benjamin Hebert (conocido como Ben Hebert; Regina, 16 de marzo de 1983) es un deportista canadiense que compite en curling.
Participó en dos Juegos Olímpicos de Invierno, obteniendo una medalla de oro en Vancouver 2010 y el cuarto lugar en Pyeongchang 2018.
Ganó cinco medallas en el Campeonato Mundial de Curling entre los años 2008 y 2025.

## Palmarés internacional
| Juegos Olímpicos   | Juegos Olímpicos             | Juegos Olímpicos  | Juegos Olímpicos |
| Año                | Lugar                        | Medalla           | Prueba           |
| ------------------ | ---------------------------- | ----------------- | ---------------- |
| 2010               | Vancouver (Canadá)           | Medalla de oro    | Equipo           |
| Campeonato Mundial |                              |                   |                  |
| Año                | Lugar                        | Medalla           | Prueba           |
| 2008               | Grand Forks (Estados Unidos) | Medalla de oro    | Equipo           |
| 2009               | Moncton (Canadá)             | Medalla de plata  | Equipo           |
| 2016               | Basilea (Suiza)              | Medalla de oro    | Equipo           |
| 2019               | Lethbridge (Canadá)          | Medalla de plata  | Equipo           |
| 2025               | Moose Jaw (Canadá)           | Medalla de bronce | Equipo           |